# Julio Albino
Julio Albino (Montevideo, 28 aprile 1971) è un ex calciatore uruguaiano,  di ruolo attaccante.

## Carriera

### Club
Ha giocato nel massimo campionato uruguaiano e argentino.

### Nazionale
Ha giocato una partita per la nazionale uruguaiana nel 1993.